# Wahl zum Schwedischen Reichstag 1985
- VPK: 19
- S: 159
- C: 44
- FP: 51
- M: 76

Die Wahl zum Schwedischen Reichstag 1985 fand am 15. September 1985 statt.

## Wahlergebnis
| Partei | Partei                                           | Vorsitzender                     | Stimmen   | Stimmen | Stimmen | Sitze  | Sitze |
| Partei | Partei                                           | Vorsitzender                     | Anzahl    | %       | +/−     | Anzahl | +/−   |
| --- | ------------------------------------------------ | -------------------------------- | --------- | ------- | ------- | ------ | ----- |
| | Sozialdemokratische Arbeiterpartei Schwedens (S) | Olof Palme                       | 2.487.551 | 44,68   | −0,93   | 159    | −7    |
| | Moderate Sammlungspartei (M)                     | Ulf Adelsohn                     | 1.187.335 | 21,33   | −2,31   | 76     | −10   |
| | Volkspartei (FP)                                 | Bengt Westerberg                 | 792.268   | 14,23   | +8,33   | 51     | +30   |
| | Zentrumspartei (C)1                              | Thorbjörn Fälldin                | 691.258   | 12,42   | −3,06   | 44     | −12   |
| | Linkspartei Kommunisten (V)                      | Lars Werner                      | 298.419   | 5,36    | −0,20   | 19     | −1    |
| | Umweltpartei Die Grünen (MP)                     | Ragnhild Pohanka und Per Gahrton | 83.645    | 1,50    | −0,15   | —      | —     |
| | Sonstige                                         | Sonstige                         | 26.546    | 0,48    | —       | —      | —     |
| | Gesamt                                           | Gesamt                           | 5.567.022 | 100,00  |         | 349    |       |
| Wahlberechtigte                                                                                                | Wahlberechtigte                                  | Wahlberechtigte                  | 6.249.445 |         |         |        |       |
| Wahlbeteiligung                                                                                                | Wahlbeteiligung                                  | Wahlbeteiligung                  | 89,93 %   |         |         |        |       |
| Abgegebene Stimmen                                                                                             | Abgegebene Stimmen                               | Abgegebene Stimmen               | 5.615.242 |         |         |        |       |
| Ungültige Stimmen                                                                                              | Ungültige Stimmen                                | Ungültige Stimmen                | 48.220    |         |         |        |       |
| Quelle: |                                                  |                                  |           |         |         |        |       |
| Anmerkungen: 1 Centerpartiet und Kristen demokratisk samling traten zusammen unter der Bezeichnung Centern an. |                                                  |                                  |           |         |         |        |       |